# Roman Dirge
Roman Dirge (n. 29 de abril de 1972) es un artista y mago, y el creador de la serie de cómic  Lenore, la hermosa niña muerta. Actualmente vive en Los Ángeles, California.

## Carrera
Según sus profesores de arte, él no tenía muchas posibilidades de ser artista pues tenía un estilo muy crudo, así que dejó el arte y se convirtió en mago a tiempo completo. Después de unos años, su pasión por el arte regresó y creó el cómic  Lenore, la hermosa niña muerta para la publicación 'Xenophobe magazine'. Las tiras cómicas serían vistas más tarde por Dan Vado, presidente de slave Labor Graphics.
También ha escrito libros como: "The monsters in my tummy", "Something at the window is scratching", "The cat with a really big head: And one other story that isn't as good" y ha hecho trabajos para la serie de cómics "The haunted mansion".
Tiene más de 75 tatuajes.

## Animación
Los 26 episodios de  Lenore, la hermosa niña muerta fueron creados para el sitio web Screenblast de Sony, estos ya no están disponibles en Screenblast, pero se pueden ver en el sitio de Roman: Spooky Land. Roman Dirge ha escrito algunos episodios para Invasor Zim, serie creada por Jhonen Vasquez (su amigo y compañero dibujante en Slave Labor Graphics), y  en el anverso del segundo DVD de Invasor Zim se puede leer: "Made with 100% more Dirge" ("Hecho con 100% más Dirge") con una imagen de Roman en ella, al estilo de Invasor Zim.

## Música
Dirge estaba en una banda durante la escuela secundaria que se llamada Of Worlds Long Dead. (De los bastos mundos muertos.)
Dirge realizó el arte original de los afiches para la gira de la banda Scarling en 2003. 
Dirge realizó la cubierta, libro y estampado del CD para el álbum Welt de ohGr en 2001.